# Шуберт-Зольдерн, Рихард
Рихард Шуберт фон Зольдерн (позднее Шуберт-Зольдерн, нем. Richard von Schubert-Soldern; 14 декабря 1852, Прага — 19 октября 1924, Цветль) — австрийский философ, представитель имманентной философии.
Сын нотариуса. Изучал в Пражском университете историю и философию, готовясь к педагогической карьере. В 1879 г. защитил докторскую диссертацию по истории, посвящённую коронации Фридриха Великого. Затем предпочёл посвятить себя философии и в 1882 г. габилитировался в Лейпцигском университете с работой «О трансцендентности объекта и субъекта» (нем. Ueber Trancendenz des Objects und Subjects), среди его научных консультантов был Вильгельм Вундт. В 1884 г. опубликовал книгу «Основы теории познания» (нем. Grundlagen einer Erkenntnisstheorie). В 1896—1898 гг. экстраординарный профессор Лейпцигского университета, однако затем по состоянию здоровья оставил этот пост и вплоть до 1915 г. преподавал в гимназии в Гориции, где среди его учеников был Карло Микельштедтер.
Философские взгляды Шуберта-Зольдерна определяются гносеологическим солипсизмом, в соответствии с которым «чужие тела, чужой мир представлений, чувств и хотений и чужой мир восприятий даны нам в единстве нашего „я“, как центрального пункта», и отказом в существовании трансцендентному, поскольку «всё нам дано в субъективных состояниях»; в рамках этой системы представлений Шуберт-Зольдерн, по мнению И. И. Лапшина, делает «много ценных замечаний» по вопросам теории мышления. В. И. Ленин, в свою очередь, обрушивается на Шуберта-Зольдерна в книге «Материализм и эмпириокритицизм» как на реакционера, видящего угрозу своему учению как в марксистской теории, так и в новейшем естествознании.